# Referèndum constitucional d'Austràlia de 2023
El referèndum constitucional d'Austràlia de 2023 va ser un referèndum constitucional que es va celebrar el 14 d'octubre de 2023 a Austràlia per demanar als ciutadans australians que s'expressin sobre la inclusió del reconeixement dels pobles aborígens en la Constitució australiana de 1901. Aquest reconeixement es materialitzaria amb la creació de «Veu dels Aborígens i Illencs de l'Estret de Torres», un òrgan de caràcter consultiu i no vinculant que representaria els interessos dels aborígens i els illencs de l'estret de Torres davant dels poders legislatiu i executiu australians.

## Pregunta de la papereta i esmena proposada
La pregunta del referèndum i l'esmena constitucional proposada van ser anunciades el 23 de març de 2023 pel primer ministre Anthony Albanese. La pregunta va ser:
| « | (anglès) A Proposed Law: To alter the Constitution to recognise the First Peoples of Australia by establishing an Aboriginal and Torres Strait Islander Voice. Do you approve this proposed alteration? | » |

| « | (català) La llei proposada: modificar la Constitució per reconèixer els primers pobles d'Austràlia i establir la veu dels aborígens i dels illencs de l'estret de Torres. Aprova vostè aquesta modificació? | » |

I l'esmena proposada a la Constitució consistia en la inserció del següent capítol:
| « | (anglès) Chapter IX Recognition of Aboriginal and Torres Strait Islander Peoples 129 Aboriginal and Torres Strait Islander Voice In recognition of Aboriginal and Torres Strait Islander peoples as the First Peoples of Australia: 1. There shall be a body, to be called the Aboriginal and Torres Strait Islander Voice; 2. The Aboriginal and Torres Strait Islander Voice may make representations to the Parliament and the Executive Government of the Commonwealth on matters relating to Aboriginal and Torres Strait Islander peoples; 3. The Parliament shall, subject to this Constitution, have power to make laws with respect to matters relating to the Aboriginal and Torres Strait Islander Voice, including its composition, functions, powers and procedures. | » |

| « | (català) Capítol IX Reconeixement dels Pobles Aborígens i Illencs de l'Estret de Torres 129 Veu dels Aborígens i Illencs de l'Estret de Torres En reconeixement dels pobles aborígens i illencs de l'Estret de Torres com els Primers Pobles d'Austràlia: 1. Hi haurà un organisme, que es dirà la Veu dels Aborígens i Illencs de l'Estret de Torres; 2. La Veu dels Aborígens i Illencs de l'Estret de Torres podrà fer representacions davant el Parlament i el Govern Executiu de la Commonwealth sobre assumptes relacionats amb els pobles aborígens i illencs de l'Estret de Torres; 3. El Parlament, amb subjecció a la present Constitució, estarà facultat per a promulgar lleis respecte a qüestions relatives a la Veu dels Aborígens i Illencs de l'Estret de Torres, inclosa la seva composició, funcions, facultats i procediments. | » |

## Convocatòria del referèndum
El referèndum va decidir formalment l'aprovació del Constitution Alteration (Aboriginal and Torres Strait Islander Voice) Bill 2023 (Cth), que va ser presentat en el Parlament federal el 30 de març de 2023 pel fiscal general Mark Dreyfus. El projecte va ser aprovat per la Cambra de Representants el 31 de maig de 2023 i pel Senat el 19 de juny de 2023. La data del referèndum va ser anunciada per Albanese el 30 d'agost de 2023. L'11 de setembre de 2023, el governador general David Hurley va activar formalment la celebració del referèndum mitjançant l'emissió d'ordres a la Comissió Electoral Australiana.

## Enquestes d'opinió
El número d'aquests sondejos va créixer substancialment després de la victòria laborista en les eleccions federals de 2022; el partit s'havia compromès a celebrar el referèndum necessari per a aquest canvi constitucional en la seva primera legislatura de govern, liderat per Anthony Albanese. El grau de suport a l'esmena constitucional per part dels mateixos aborígens i illencs de l'Estret de Torres —que representen menys d'un 4% de la població australiana— ha estat un punt clau de debat. Tots els sondejos públics indiquen una majoria absoluta d'aquest grup a favor de la reforma.
Cal tenir en compte la petita grandària de la mostra d'alguns sondejos, el temps transcorregut des que es van realitzar i la falta de resultats i metodologies públics.
|  |